# Остролодочник блестящий
Остролодочник блестящий (лат. Oxytropis nitens) — вид растений рода Остролодочник (Oxytropis) семейства Бобовые (Fabaceae), растущий на сухих каменистых склонах гор и холмов, щебнистых склонах и остепнённых участках в долинах рек.

## Ботаническое описание
Растение бесстебельное, дернистое, сероватое от опушения. Цветоносы равные по длине листьям, с прижатыми белыми волосками, вверху оттопыренными и с примесью чёрных. Старые листовые черешки долго сохраняющиеся. Прилистники высоко сросшиеся между собою и коротко с черешком, со многими жилками, шелковистые, позднее оголяющиеся, по краю с ресничками. Листочки в 3—8 парах, продолговатые или заострённые продолговато-эллиптические, с прижатыми волосками.
Кисти овальные, многоцветковые. Прицветники продолговато-яйцевидные или ланцетные, равны или короче чашечки. Чашечка трубчатая, посредине слегка вздутая, опушённая белыми и чёрными волосками, с узкими зубцами в 2 раза короче трубки. Венчик фиолетовый. Флаг 22—25 мм длиной, в отгибе продолговатый, вверху выемчатый. Лодочка с острием 1,5—2 мм длиной. Бобы тонкокожистые, шаровидно-яйцевидные (пузыревидные), с носиком, шерстистые от коротких чёрных и оттопыренных белых волосков, с узкой брюшной перегородкой. 2n=48.

## Охрана
Вид включён в Красную книгу России и в Красную книгу Республики Бурятия.